# Kawabeia
Kawabeia es un género de polillas tortrícidas categorizado en la tribu Cnephasiini, de la subfamilia Tortricinae. Fue descrito por Obraztsov en 1965.

## Especies
- Kawabeia fuscofasciata Park y Byun, 1991
- Kawabeia ignavana (Christoph, 1881)
- Kawabeia nigricolor Yasuda y Kawabe, 1980
- Kawabeia paraignavana Park y Byun, 1991
- Kawabeia razowskii (Kawabe, 1963 )